# My Favourite Man
„My Favourite Man” este un cântec al cântăreței de origine moldovenească Irina Rimes. Melodia a fost creată de Irina alături de Alex Cotoi, Marcel Botezan și Sebastian Barac. Piesa a fost lansată împreună cu un videoclip pe 30 august 2017 și a performat în clasamentele de specialitate din România în a doua jumătate a anului 2017.

## Clasamente
| Țară (clasament)    | Poziția maximă | Referință |
| ------------------- | -------------- | --------- |
| Airplay Top 100     | 29             | [ 1 ]     |
| MediaForest (TV)    | 10             | [ 2 ]     |
| MediaForest (anual) | 59             | [ 3 ]     |